# Roccasalli
Roccasalli is een plaats (frazione) in de Italiaanse gemeente Accumoli.